# Acacia retinervis
Acacia retinervis är en ärtväxtart som beskrevs av George Bentham. Acacia retinervis ingår i släktet akacior, och familjen ärtväxter. Inga underarter finns listade i Catalogue of Life.